# ハンガリー幻想曲
ハンガリー幻想曲（ハンガリーげんそうきょく、独：Fantasie über ungarische Volksmelodien）S..........123は、フランツ・リストが作曲したピアノと管弦楽のための作品。正式な名称は『ハンガリー民謡旋律にもとづく幻想曲』。演奏時間は約15分。

## 概要
1852年頃に作曲され、ハンス・フォン・ビューローに献呈された。原曲は1840年代にピアノ独奏曲として作曲され、同じくビューローに献呈されたハンガリー狂詩曲第14番ヘ短調 S.244/14 である（同曲はリストとフランツ・ドップラーによる編曲版（管弦楽版ハンガリー狂詩曲第1番 S.359/1）も存在する）。

## 初演
1853年6月1日、ブダペストでビューローの独奏、エルケル・フェレンツの指揮により初演された。

## 編成
- ピアノ独奏
- 木管楽器

ピッコロ、フルート2、オーボエ2、クラリネット2、ファゴット2
- 金管楽器

ホルン2、トランペット2、トロンボーン3
- 打楽器

ティンパニ、トライアングル、バスドラム、シンバル
- 弦楽器

弦五部

## 構成
ティンパニ及び低弦による重苦しい序奏に始まる。まず、ホルン、ファゴットが第1主題を奏し、これを独奏ピアノが装飾する。続いてピアノ、管弦楽の順で第1主題を堂々と奏する。経過部の後、「ジプシー風のアレグレット」と指定された部分に入る。哀愁を帯びた第2主題はまずピアノに現れ、やがて管弦楽との掛け合いになる。掛け合いの頂点で管弦楽に第1主題が登場、やがて軽快な第3主題がピアノで奏され、管弦楽と掛け合いながら派手な下降するグリッサンドや上昇グリッサンドなど派手なリストらしい技巧的なパッセージを披露、再度第1主題が登場、独奏カデンツァを演奏し、烈火のごとく火花を散らすように豪快に終わる。